# Danilo Bezlaj
Danilo (Dane, Danijel) Bezlaj, slovenski gledališki, filmski in televizijski igralec, * 3. september 1921, Ljubljana, † 20. april 1996, Ljubljana.
Igralsko pot je začel 1951 z vlogo gizdalina Chevaliera (Alain-René Lesage, Turcaret)  v MG Ljubljana ter nato odigral preko sto karakternih, komičnih in grotesknih vlog, med njimi tudi Negromanta (Marin Držić, Tripče de Utolče) in Jima O'Connorja (Tennessee Williams, Steklena menažerija). V filmu Tri četrtine sonca (režiser Jože Babič) je upodobil Nizozemca, v Nevidnem baraljonu (režiser Jani Kavčič) vlogo zdravnika, v filmu Strah (režiser Matjaž Klopčič) Adolfa in nemškega vojaka v filmu Ne joči, Peter (režiser France Štiglic). Igral je tudi v televizijskih dramah in radijskih igrah.